# 聖地亞哥德蘇爾科區

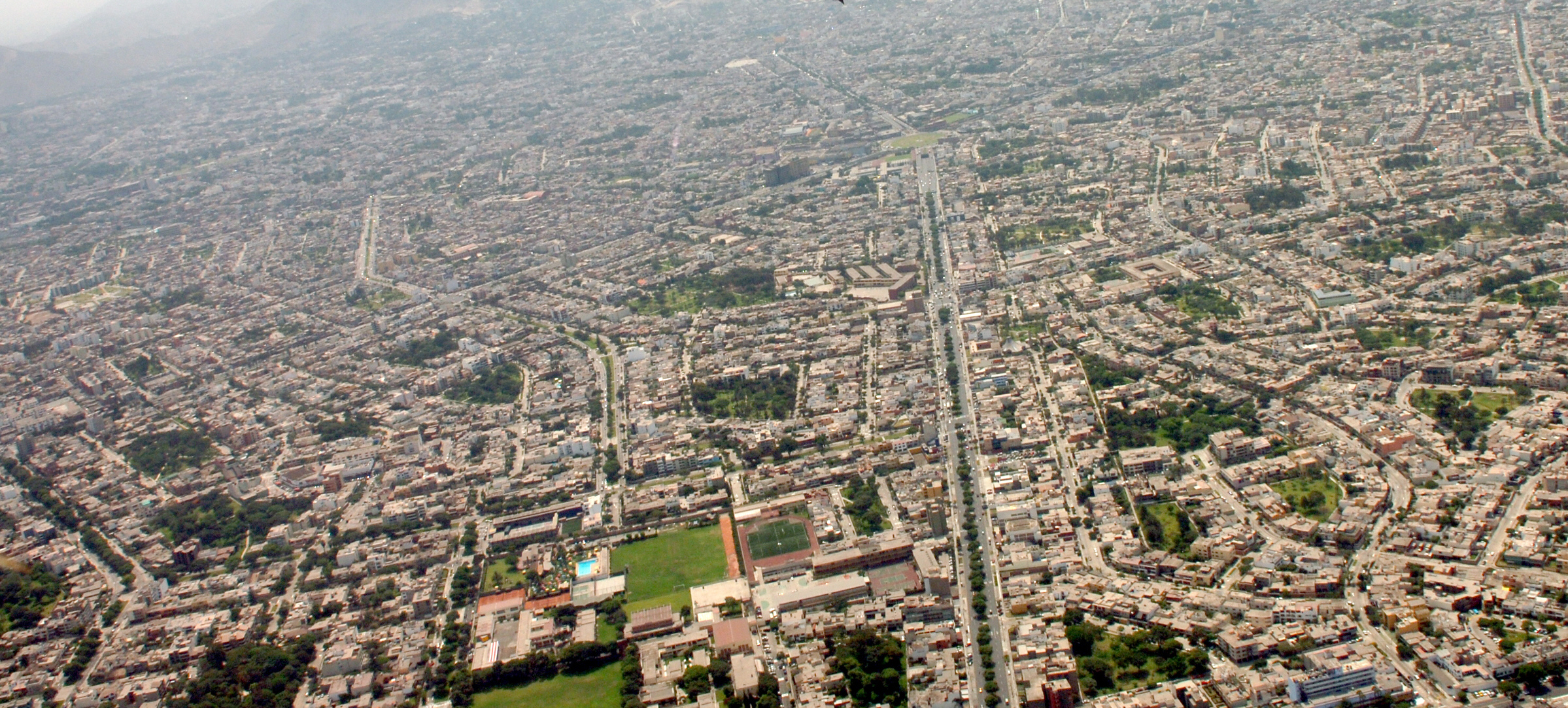

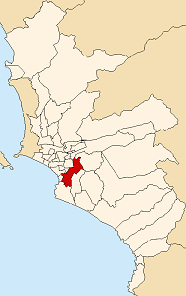

12°9′S 77°1′W / 12.150°S 77.017°W
聖地亞哥德蘇爾科區（西班牙語：Distrito de Santiago de Surco），是秘魯的一個區，位於該國西部利馬大區的利馬省，始建於1929年12月16日，面積34.75平方公里，2002年人口251,648，人口密度每平方公里7,200人。